# 黒川元司
黒川 元司（くろかわ もとじ、1961年5月25日 - ）は福井エフエム放送のアナウンサー。福井エフエム放送取締役放送部部長である。
福井県坂井郡出身。血液型はAB。法政大学経済学部経済学科卒業。1984年6月入社。「黒川キャップ」の愛称で親しまれている。

## 過去の出演番組
- FM福井モーニングエコー[1]
- モーニングステーション[1]
- サンセットステーション[1]
- 週末情報パック[1]
- セゾンピックアップトーク[1]
- スクリーンミュージック[1]
- FUT Monthly Radio Program FUT LAB.（2008年4月 - 2017年9月）